# Pohorka
Pohorka es una variedad cultivar de manzano (Malus domestica).
Originado en Eslovenia en 1960 en el Instituto "za Vocarstvo", Cacak. Las frutas tienen pulpa crujiente y muy jugosa con un aroma perfumado.

## Sinónimos
- "Pohorska".

## Historia
'Pohorka' es una variedad de manzana, obtención del Instituto "za Vocarstvo", Cacak, Eslovenia, 1960.
'Pohorka' se cultiva en la National Fruit Collection con el número de accesión: 1972 - 130 y Accession name: Pohorka.

## Características
'Pohorka' tiene un tiempo de floración que comienza a partir del 15 de mayo con el 10% de floración, para el 19 de mayo tiene una floración completa (80%), y para el 27 de mayo tiene un 90% de caída de pétalos.
'Pohorka' tiene una talla de fruto mediano; desde forma cónico redonda a redondo aplanada; epidermis con color de fondo amarillo verdoso, con sobre color hay un lavado rojo, con una cantidad de color superior bajo-medio, con sobre patrón de color irregular de rayas, grandes manchas blancas son visibles en el color base, "russeting" (pardeamiento áspero superficial que presentan algunas variedades) muy bajo; textura de la pulpa crujiente y color de la pulpa amarillento.
El cáliz es de gran tamaño y parcialmente abierto, colocado en una cuenca bastante poco profunda y ancha, ligeramente acanalada. El tallo varía de corto a largo y moderadamente robusto, colocado en una cavidad profunda y estrecha que está oxidada. Las frutas tienen carne crujiente y muy jugosa con un aroma perfumado.
Su tiempo de recogida de cosecha se inicia a finales de octubre. Se usa como manzana de mesa, para la cocina y en la elaboración de sidra.

## Ploidismo
Diploide. Auto estéril, para los cultivos necesitan un polinizador compatible del grupo de polinización: E. Se poliniza sobre todo con 'Rubinola', 'Discovery', 'Granny Smith', 'Reine des reinettes', 'Pinova'.

## Susceptibilidades
- Fuego bacteriano: ataque fuerte
- Mildiu pulverulento: ataque fuerte
- Sarna del manzano: ataque fuerte.[6]